# 1904 في الولايات المتحدة
فيما يلي قوائم الأحداث التي وقعت خلال عام 1904 في الولايات المتحدة.

## أحداث
- 1 يوليو – الألعاب الأولمبية الصيفية 1904

## سياسة

### تعيين في المنصب
- 11 يناير – وارن جي. هاردينغ نائب حاكم ولاية أوهايو [الإنجليزية]‏.
- 1 فبراير – ويليام هوارد تافت وزير حرب الولايات المتحدة.
- 19 أغسطس – عدنا تشافي رئيس أركان جيش الولايات المتحدة.
- 10 أكتوبر – روبرت واين مدير مكتب البريد العام في الولايات المتحدة [الإنجليزية]‏.

### انتهاء فترة المنصب
- 1 يناير – كلايد رورك هوي عضو مجلس ولاية كارولاينا الشمالية.
- 8 يناير – صموئيل بالدوين ماركس يونغ رئيس أركان جيش الولايات المتحدة.
- 31 يناير – إليهو روت وزير حرب الولايات المتحدة.
- 30 يونيو – فيلاندر سي نوكس نائب عام الولايات المتحدة.
- 31 ديسمبر – بنيامين باركر أوديل حاكم نيويورك [الإنجليزية]‏.

## كتب
من الكتب التي صدرت هذه السنة في الولايات المتحدة:
- 1 يناير – ذئب البحر من تأليف جاك لندن.
- 1 يناير – كوز الذهب من تأليف هنري جيمس.
- 5 يوليو – أرض أوز الرائعة من تأليف ليمان فرانك بوم.

## مواليد

### يناير
- 1 يناير – بيفان شاربلس عالم فلك أمريكي.
- 1 يناير – فرانكي كامبل ملاكم من الولايات المتحدة الأمريكية.
- 5 يناير – جين ديكسون
- 7 يناير – تشارلز كولينز ممثل أمريكي.
- 10 يناير – راي بولجر ممثل أمريكي.
- 11 يناير – موراي ألبر ممثل أمريكي.
- 15 يناير – هارولد جيفرسون كوليدج، الابن سياسي أمريكي.
- 19 يناير – جيمس واتس
- 22 يناير – تومي فريمان ملاكم من الولايات المتحدة الأمريكية.
- 26 يناير – دوغلاس إيفانز ممثل أمريكي.

### فبراير
- 3 فبراير – شارلى أرثر فلويد
- 5 فبراير – جوزيف إدوارد ماير كيميائي أمريكي.
- 5 فبراير – سامي مانديل ملاكم من الولايات المتحدة الأمريكية.
- 6 فبراير – رافاييل تراسي لاعب كرة قدم أمريكي.
- 11 فبراير – هنري لابويسي
- 16 فبراير – جورج كينان سياسي أمريكي.
- 16 فبراير – جيمس باسكيت
- 20 فبراير – هربرت براونيل سياسي أمريكي.
- 23 فبراير – وليام شيرر صحفي أمريكي.

### مارس
- 1 مارس – غلين ميلر
- 20 مارس – بورهوس فريدريك سكينر مخترع أمريكي.
- 23 مارس – جوان كراوفورد ممثلة أمريكية.
- 26 مارس – جوزيف كامبل

### أبريل
- 5 أبريل – بينكي سيلفربيرغ ملاكم من الولايات المتحدة الأمريكية.
- 5 أبريل – توماس لون ملاكم من الولايات المتحدة الأمريكية.
- 6 أبريل – وليام تشالي
- 20 أبريل – بروس كابوت
- 22 أبريل – روبرت أوبنهايمر
- 27 أبريل – مارفل كروسون

### مايو
- 6 مايو – ريمون بيلي
- 10 مايو – إدوارد جي. مكشين رياضياتي أمريكي.
- 21 مايو – روبرت مونتغمري
- 21 مايو – فاتس والر
- 30 مايو – جايلز ساذرلاند ريتش قاضي أمريكي.

### يونيو
- 2 يونيو – دكتور سوس
- 3 يونيو – تشارلز درو
- 11 يونيو – كلارنس سميث
- 17 يونيو – رالف بيلامي
- 24 يونيو – فيل هاريس

### يوليو
- 14 يوليو – اروين جريسوولد محامي أمريكي.
- 19 يوليو – روبرت تود لينكون
- 21 يوليو – جيمس جينتل
- 21 يوليو – روبرت كريتشتون فوستر عالم نبات من الولايات المتحدة الأمريكية.
- 23 يوليو – ريتشارد غاينز ممثل أمريكي.
- 24 يوليو – جيمس كيليان الابن
- 24 يوليو – فريدريك جورج باين سياسي أمريكي.
- 27 يوليو – كينيث بينبريدج فيزيائي أمريكي.

### أغسطس
- 7 أغسطس – رالف بنش دبلوماسي أمريكي.
- 9 أغسطس – جيمس أوغسطين شانون طبيب من الولايات المتحدة الأمريكية.
- 13 أغسطس – تشارلز روجرز
- 13 أغسطس – جوناثان هول
- 16 أغسطس – وندل ستانلي
- 17 أغسطس – جاك تومسون ملاكم من الولايات المتحدة الأمريكية.
- 23 أغسطس – روبرت ج. براون
- 24 أغسطس – أليس وايت
- 25 أغسطس – جيمي سلاتري ملاكم من الولايات المتحدة الأمريكية.
- 30 أغسطس – جون إلدريدج ممثل أمريكي.

### سبتمبر
- 1 سبتمبر – جوني ماك براون
- 11 سبتمبر – لايمان برادفورد سميث عالم نبات أمريكي.
- 12 سبتمبر – مايك بوكي لاعب كرة قدم أمريكي.
- 17 سبتمبر – جيري كولونا
- 22 سبتمبر – إلين كيرش ممرضة من الولايات المتحدة الأمريكية.
- 26 سبتمبر – جيس كورتازو لاعب كرة قاعدة من الولايات المتحدة الأمريكية.
- 26 سبتمبر – سيد تيريس ملاكم من الولايات المتحدة الأمريكية.

### أكتوبر
- 9 أكتوبر – والي براون ممثل من الولايات المتحدة الأمريكية.
- 21 أكتوبر – إدموند هاميلتون
- 22 أكتوبر – كونستانس بينيت ممثلة أمريكية.
- 24 أكتوبر – وارن فوستر
- 27 أكتوبر – ألفريد بي موراه

### نوفمبر
- 14 نوفمبر – ديك باول
- 17 نوفمبر – إيسامو نوغوشي
- 17 نوفمبر – ويليام هاستي
- 21 نوفمبر – كولمان هوكنز
- 29 نوفمبر – كاي جونسون ممثلة أمريكية.

### ديسمبر
- 7 ديسمبر – كلارنس ناش ممثل أمريكي.
- 8 ديسمبر – ويلمر أليسون لاعب كرة مضرب من الولايات المتحدة.
- 17 ديسمبر – بول قدموس فنان أمريكي.
- 18 ديسمبر – جورج ستيفنز مخرج أفلام أمريكي.

## وفيات

### فبراير
- 9 فبراير – ماري أبوت (مواليد 1857) روائية ولاعبة غولف أمريكية.

### مارس
- 15 مارس – أرثر غريلي (مواليد 1875)

### أبريل
- 25 أبريل – تشارلز هنري سيمونتون (مواليد 1829)

### مايو
- 7 مايو – وليام إيه جي سباركس (مواليد 1828) سياسي أمريكي.

### أغسطس
- 5 أغسطس – جيمس تي. لويس (مواليد 1819) سياسي أمريكي.
- 22 أغسطس – كيت شوبان (مواليد 1850) مؤلفة أمريكية.

### أكتوبر
- 4 أكتوبر – هنري كلاي باين (مواليد 1843) سياسي أمريكي.

### ديسمبر
- 5 ديسمبر – جيمس نوبل تاينر (مواليد 1826) سياسي أمريكي.
- 19 ديسمبر – جيمس فيليب إيغل (مواليد 1837) سياسي أمريكي.
- 21 ديسمبر – جورج ليرد شوب (مواليد 1836) سياسي أمريكي.